# スカポン・ヴォンチェンカム
スカフォン・ヴォンチェンハム（ラーオ語: ສຸກອາພອນ ວົງຈຽງຄໍາ、英語: Soukaphone Vongchiengkham、1992年3月9日 - ）は、ラオスのサッカー選手。ラオス代表。ポジションはMF。

## 経歴
2010年、ヴィエンチャンのクラブであるエズラFCでキャリアをスタートさせる。2012年、タイ・ディビジョン1に昇格したクラビーFCに移籍。
以後タイ及びラオスのクラブを渡り歩き、2016年にランサーン・ユナイテッドFCでラオス・リーグ優勝を果たす。2018年にシーサケートFCに移籍してタイ・リーグに復帰。2019年、チャイナート・ホーンビルFCに加入し、初めてタイ・リーグ1でプレーする。2019年12月11日、プラチュワップFCに移籍。

### 代表
2010 AFFスズキカップ予選に挑むラオス代表として監督のデーブ・ブースに招集された。10月22日のカンボジア代表戦で初出場、24日のフィリピン代表戦でキャップ2試合目ながら初得点を飾った。しかし、チームは勝利ならず、2-2の引き分けでこの試合を終えた。
3試合目となった26日の東ティモール代表戦でも得点を挙げ、チームの6-1での快勝に寄与した。

## 個人成績
代表での得点一覧
| #   | 日附           | 場所                                                 | 対戦相手             | 得点 | 結果 | 大会                                   |
| --- | -------------- | ---------------------------------------------------- | -------------------- | ---- | ---- | -------------------------------------- |
| 1.  | 2010年10月24日 | ヴィエンチャン・ニュー・ラオス・ナショナルスタジアム | フィリピン           | 1–0  | 2–2  | 2010 AFFスズキカップ予選               |
| 2.  | 2010年10月26日 | ヴィエンチャン・ニュー・ラオス・ナショナルスタジアム | 東ティモール         | 2–1  | 6–1  | 2010 AFFスズキカップ予選               |
| 3.  | 2011年2月16日  | ヴィエンチャン・ニュー・ラオス・ナショナルスタジアム | チャイニーズタイペイ | 1–1  | 1–1  | AFCチャレンジカップ2012予選            |
| 4.  | 2011年7月23日  | 雲南省昆明市昆明拓東体育場                           | 中華人民共和国       | 1–0  | 2–7  | 2014 FIFAワールドカップ・アジア2次予選 |
| 5.  | 2013年3月4日   | ヴィエンチャン・ニュー・ラオス・ナショナルスタジアム | スリランカ           | 1–0  | 4–2  | AFCチャレンジカップ2014予選            |
| 6.  | 2013年11月16日 | ヴィエンチャン                                       | グアム               | 1–0  | 1–1  | 親善試合                               |
| 7.  | 2014年10月14日 | ヴィエンチャン・ニュー・ラオス・ナショナルスタジアム | ブルネイ             | 1–0  | 4–2  | 2014 AFFスズキカップ予選               |
| 8.  | 2014年10月14日 | ヴィエンチャン・ニュー・ラオス・ナショナルスタジアム | ブルネイ             | 2–0  | 4–2  | 2014 AFFスズキカップ予選               |
| 9.  | 2014年10月14日 | ヴィエンチャン・ニュー・ラオス・ナショナルスタジアム | ブルネイ             | 4–1  | 4–2  | 2014 AFFスズキカップ予選               |
| 10. | 2014年10月18日 | ヴィエンチャン・ニュー・ラオス・ナショナルスタジアム | 東ティモール         | 2–0  | 2–0  | 2014 AFFスズキカップ予選               |